# Pietralata
Pietralata - stacja na linii B metra rzymskiego. Stacja została otwarta w 1990. Poprzednim przystankiem jest Santa Maria del Soccorso, a następnym Monti Tiburtini.